# Cheffi Meatchi
Josephine Cheffi Meatchi là một chính trị gia người Togo.
Meatchi là một trong sáu phụ nữ được bầu vào Quốc hội Togo năm 1979; những người khác là Abra Amedomé, Kossiwa Monsila, Essohana Péré, Zinabou Touré và Adjoavi Trenou. Cô là vợ của phó chủ tịch Togolese Antoine Meatchi, và sau đó cô phục vụ trong chính phủ; cô là Bộ trưởng Ngoại giao về các vấn đề xã hội và phụ nữ năm 1984.